# Matoatoa brevipes
A madagaszkári szalamandragekkó (Matoatoa brevipes) Madagaszkár déli részén őshonos éjszakai életmódot folytató gekkófaj.

## Megjelenése
A madagaszkári szalamandragekkók vékony, hosszúkás szalamandrákra emlékeztető testfelépítéssel rendelkeznek.

## Elterjedése
Madagaszkár endemikus faja, a sziget dél-nyugati partján honos, azonban egyedszáma csökkenőben van. Leginkább száraz üreges fákban találhatóak meg. Éjjeli életmódot folytat.